# 건저 문제
건저 문제(建儲問題)는 1591년(선조 24년) 왕세자 책봉을 둘러싸고 동인과 서인 사이에 일어난 분쟁이며, 건저의 사건(建儲議事件)이라고도 한다.
건저(建儲)는 왕의 자리를 계승할 왕세자를 정하던 일을 뜻한다.

## 배경과 과정
기축옥사(1589)을 가혹하게 진압하여 서인의 영수 정철은 좌의정에 오르게 된다. 이에 동인은 원한을 품고 복수할 기회를 엿보고 있었다. 동인의 영수이자 영의정이던 이산해(李山海)는 우의정이던 류성룡, 정철과 함께 세자 책봉을 논의하여 광해군의 세자책봉을 건의하기로 결정했다. 그러나 선조가 후궁 인빈 김씨를 총애했기에 그녀의 아들인 신성군의 마음에 두고 있음을 알고 있던 이산해는 병을 핑계로 약속한 날에 경연에 나가지 않는다.
그 대신에 인빈의 오빠 김공량(金公諒)에게 "정철이 광해군을 세자로 세우고 신성군 모자를 죽이려 한다"고 귀뜸하였다. 김공량으로부터 이야기를 전해들은 인빈김씨는 선조에게 이를 알린다. 좌의정 정철이 광해군을 세자로 정할 것을 경연에서 주청하자 선조는 진노하여 정철을 강계(江界)로 유배시킨다. 또한 이와 관련되어 윤두수 등 서인을 파직하거나 한직으로 몰아냈다. 이로인해 동인이 다시 세력을 회복하게 되었다.

## 결과
동인은 이 기회에 기축옥사(1589)의 책임을 물어 정철을 죽일 것을 주장하는 이산해를 주축으로 서인에게 강경 보복하자는 강경파 북인과 그에 반대하는 류성룡으로 대표되는 온건파 남인으로 갈라져 대립하게 된다. 1592년 4월에 임진왜란이 터져 분조가 필요한데, 피난중에 신성군이 사망하자 선조는 급히 광해군을 세자로 책봉하여 분조를 이끌게 하였다.

## 같이 보기
- 당쟁
- 김공량